# Flemming Lassen
Flemming Lassen (23 février 1902 - 18 février 1984) est un architecte et designer danois de la mouvance moderniste. Il est le frère de Mogens Lassen, également architecte réputé.

## Biographie
Flemming Lassen est né le 23 février 1902 à Copenhague dans une famille d'artistes. Son père, Hans Vilhelm Lassen, est peintre décorateur et sa mère, Ingeborg Winding (1871-1908), artiste-peintre. Son grand-père est le compositeur August Winding. Après le décès prématuré de leur mère, les frères Mogens et Flemming Lassen sont élevés par leur grand-mère, Clara Winding, elle-même fille du compositeur J.P.E. Hartmann. Celle-ci leur donne une éducation artistique. Les deux garçons vont à l'école à Nærum au Nord de Copenhague, où la famille aime se retirer en été, et forment un trio jovial avec leur ami d'école, le futur architecte Arne Jacobsen. Ils mènent une vie de Bohème à trois, partageant le même appartement, se rêvant architectes et faisant la fête avec de nombreux amis artistes tels Karen Blixen.  
Après avoir travaillé dans différents studios d'architectes dans les années 1930, Lassen s'installe en studio avec Arne Jacobsen. 

## Architecture
Ensemble, Flemming Lassen et Arne Jacobsen remportent un concours de l'Association des architectes danois pour la construction de la «Maison du futur». En forme de spirale, en verre et en béton, avec un toit plat, la maison comporte un garage privé, un hangar à bateaux et une piste d'hélicoptères. Les fenêtres s'ouvrent comme des vitres de voiture, le courrier est transporté par tube, et la cuisine est remplie de plats préparés. Flemming Lassen conçoit d'autres immeubles avec Arne Jacobsen, notamment l'hôtel de ville de Søllerød.
Dans les années 1960, Flemming Lassen réalise un certain nombre de centres culturels, ainsi que, avec son fils Per Lassen, diverses bibliothèques publiques, à Lund en Suède, Herning, Hvidovre, ou encore Hobro. L'extérieur est chaque fois cubiste et brut, mais les intérieurs sont accueillants et de proportions harmonieuses.

## Meubles
Dans les années 1930 et 1940, Flemming Lassen développe des meubles non-conventionnels, toujours définis par la simplicité des lignes. On cite ses nombreux fauteuils, lampes et aussi de l'argenterie. Certains de ses meubles, tels que le fauteuil «l'homme fatigué», ou encore la «chaise de Flemming» sont aujourd'hui extrêmement prisés. 